# Битва при Квебеке (1759)
Битва при Квебеке или битва на полях Авраама, (англ. Battle of the Plains of Abraham,фр. Bataille des Plaines d'Abraham) — решающее сражение, произошедшее на (североамериканском театре Семилетней войны) 13 сентября 1759 года года на плато перед крепостными стенами города Квебек. В этом сражении британская армия под командованием Джеймса Вольфа сумела разбить французскую армию маркиза де Монкальма, что позволило англичанам захватить город Квебек и в последующем французскую колонию Новая Франция.
Сражение длилось всего полчаса. Британская пехота отразила атаку французской и канадской пехоты, при этом генерал Вольф получил три пулевых ранения и умер в самом начале сражения, а генерал Монкальм получил одно пулевое ранение и умер на следующее утро. После сражения французы покинули город. Весной следующего года французы попытались отбить Квебек, и в ходе сражения при Сент-Фуа загнали британцев за стены города, но взять сам город не смогли, а в 1763 году уступили все свои американские владения Англии. Сражение при Квебеке стало для англичан одним из удачных в 1759 году, из-за чего год получил название Год чудес (Annus Mirabilis).

## Предыстория

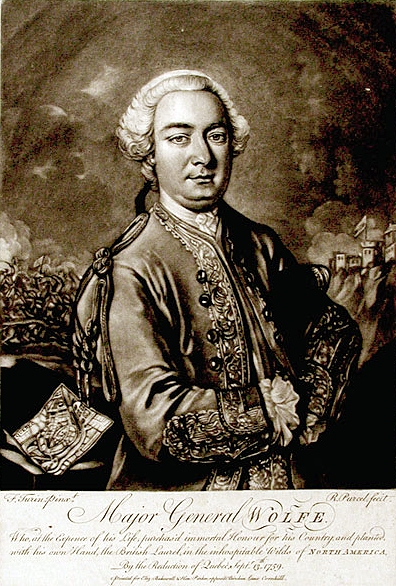
Портрет генерала Джеймса Вольфа, 1776 г.

После перелома в войне, наступившего в 1756 году, французские колонии в Северной Америке оказались под угрозой захвата англичанами. Потерпев несколько поражений и потеряв ряд фортов, французы в 1759 году удерживали за собой лишь порт Квебек на восточном побережье Северной Америки. Город был осаждён британскими войсками 27 июня 1759 года при поддержке флота. Численность английских войск составляла 9000 человек (регулярные части, ополченцы, морская пехота), французских — 14 тысяч (включая ополченцев-охотников и союзных индейцев). В связи с малочисленностью своих войск англичане не смогли блокировать город, и командующий английскими войсками генерал Джеймс Вольф пытался выманить французские войска из города (французскими силами командовал генерал маркиз де Монкальм). Несмотря на это, Вольф 31 июля, высадившись на острове Орлеан близ порта, потерпел поражение в бою за местечко Монморанси, потеряв 400 человек. Несмотря на эту неудачу, англичане усилили осаду порта, осуществляя непрерывную бомбардировку города.
Наконец, вскоре англичане приняли решение о новом наступлении. В их планах была высадка в бухте Фулон. Французы оказались абсолютно не подготовлены к высадке английских войск, что позволило последним беспрепятственно пройти в долину Авраама и вынудить французов принять открытый бой.

## Ход сражения

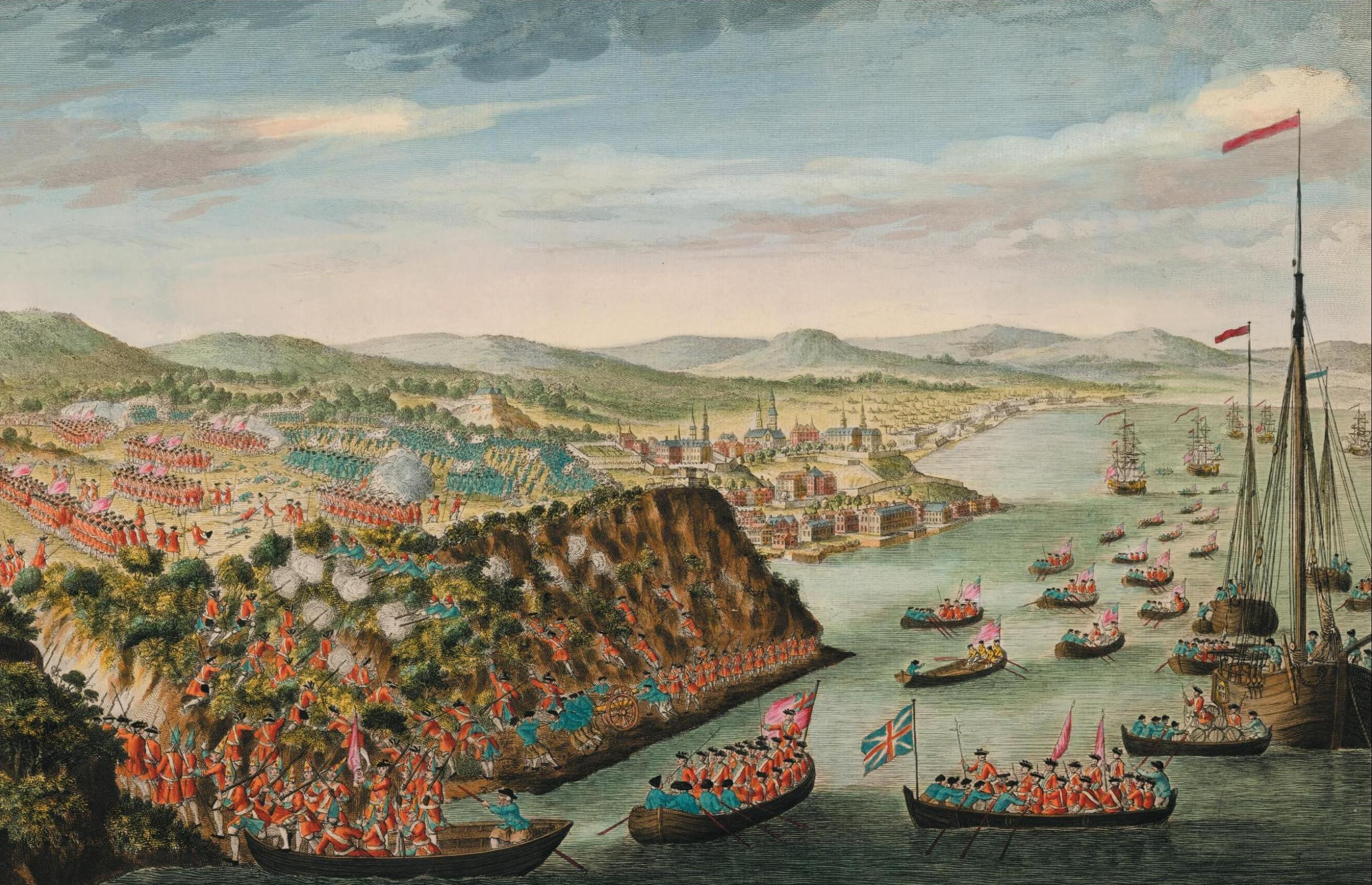
Битва при Квебеке. Изображение XVIII века

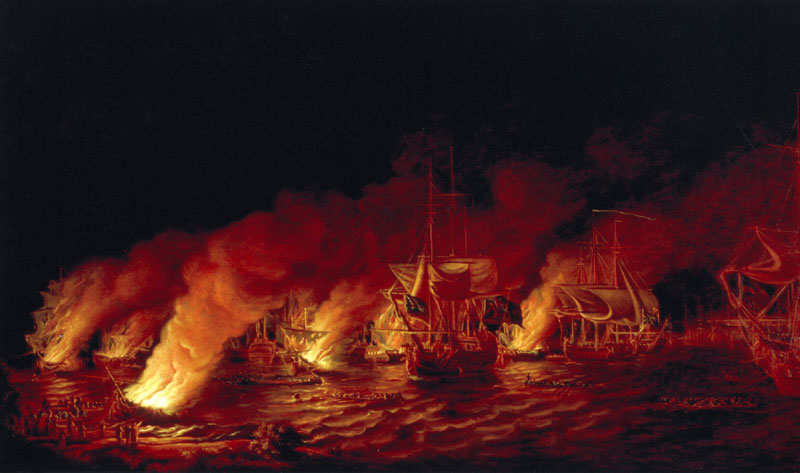
Битва при Квебеке кисти худ. Доминика Серреса

В наличии у Монкальма были войска, не отличавшиеся особенной надёжностью: они состояли преимущественно из ополченцев, охотников и союзных индейцев, не способных воевать в открытом поле. Эти солдаты были привычны лишь к войне на сильно пересечённой местности с активным использованием манёвров и засад. Монкальм пытался учесть это и построил солдат так, чтобы максимально использовать их боевые качества. Ударную часть французской армии составляли 3 регулярных полка (700 человек), расположенные в центре и прикрываемые на флангах отрядами милиции и индейцев. Полевой артиллерии французы практически не имели.
И всё же у французов, вероятно, был бы шанс на победу в битве, если бы Монкальм проявил больше благоразумия и терпеливости. У него имелось в наличии мобильное соединение Бугенвиля, и оно даже было вызвано из своего лагеря в Кап-Руж к месту сражения, но французский командующий ошибочно полагал, что промедление может позволить британцам укрепить свои позиции и сделать их штурм невозможным, хотя на самом деле англичане даже не вырыли траншей.
Готовясь к битве, англичане растянули свои главные силы в центре линией, а отборные части (гренадеры) расположились на правом фланге. В тылу находилась лёгкая пехота, часть сил была отведена в резерв. По уровню боеспособности, организованности и дисциплины англичане многократно превосходили французов. 
Преимуществом их было и наличие многочисленного флота под командованием адмирала Чарльза Сандерса, располагавшего 49 небольшими парусными кораблями, поддерживавшими своим огнём наступавших, и примерно 140 шлюпками, использовавшимися для доставки продовольствия, боеприпасов и подкреплений. 
Наступление французов началось в 9 утра и сопровождалось интенсивной перестрелкой с обеих сторон. При приближении главных сил французов английские войска открыли интенсивный залповый огонь и обратили французов в бегство. В битве были смертельно ранены командующие обеих армий — генерал Вольф и маркиз де Монкальм. Потери французов составили 1 200 человек убитыми и ранеными. Результатом сражения была скорая капитуляция Квебека 18 сентября 1759 года.

## Историческая реконструкция
Планы исторических реконструкторов инсценировать сражение на полях Авраама к его 250-летию в 2009 году сорвались из-за протестов квебекских сепаратистов.

## В культуре
Теме битвы посвящены картина Бенджамина Веста «Смерть генерала Вольфа» и исторический роман американского писателя Джеймса Оливера Кервуда «На равнинах Авраама» (1928).